# Lü Lin
Lü Lin (n. 6 aprilie 1969, Wenling⁠(d), Republica Populară Chineză) este un jucător de tenis de masă ce a reprezentat Republica Populară Chineză, medaliat olimpic. A participat la 2 ediții ale Jocurilor Olimpice (1992, 1996) în care a câștigat o medalie de aur și o medalie de argint.